# Guillaume Néry
Guillaume Néry (* 11. července 1982, Nice) je francouzský volný potápěč. Specializuje se na potápění s konstantní zátěží. Je držitelem několika světových a francouzských rekordů.
Poté, co v roce 2015 sestoupil do hloubky 139 metrů a málem při tom přišel o život, zanechal závodění.